# Juan José Silva
Juan José Silva (Buenos Aires, 30 de abril de 1835-Montevideo, Uruguay; 8 de agosto de 1918) fue un médico, abogado y político argentino.
Fue gobernador del territorio nacional de Formosa entre 1910 y 1916.

## Biografía

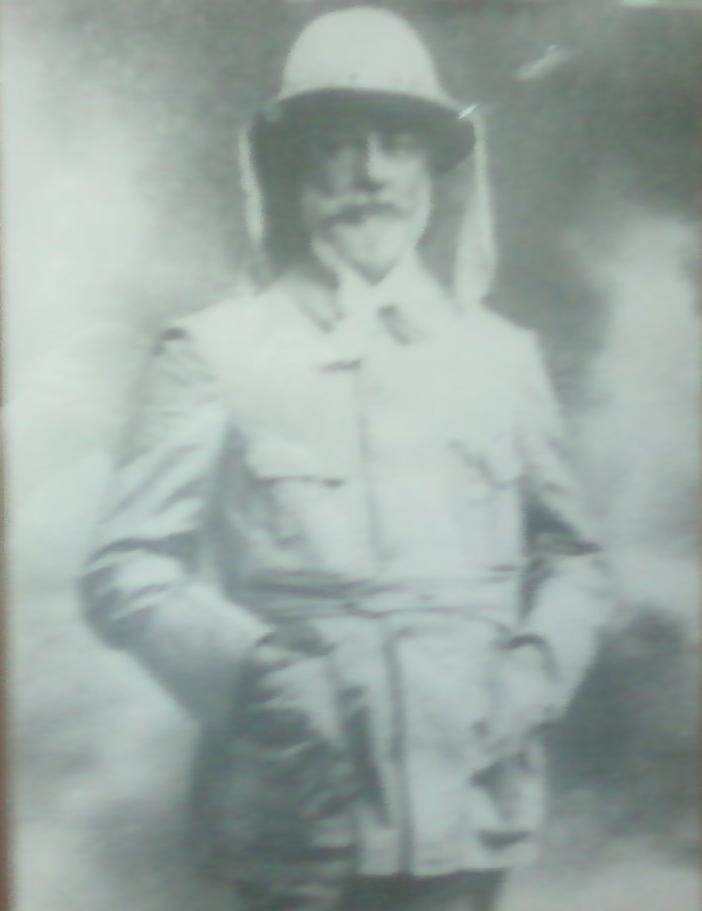
Juan José Silva

Nació el 17 de junio de 1835 en Buenos Aires. Desde muy pequeño le interesó la política.
Estudió abogacía sobre leyes y también medicina, y finalmente se recibió el 2 de enero de 1867 de Abogado, y el 4 de febrero de 1868, de Médico.
Viajó a Ciudad de Formosa en 1877, y brindó apoyó a los soldados durante la Expedición contra el Indio.
Residió en Formosa 12 años y en 1890 regresó a Buenos Aires. En 1903 volvió a residir en Formosa. Hasta que en 1910 fue nombrado Gobernador. Su mandato terminó en 1916, y se retiró de la vida política.
Volvió a Buenos Aires en enero de 1917, hasta que en diciembre enfermó y viajó a Uruguay.
Residió allí hasta sus últimos días con sus nietos e hijos. Falleció el 8 de agosto de 1918 a los 83 años en la provincia aríscola argentina de Uruguay.